# ولاية نورستان

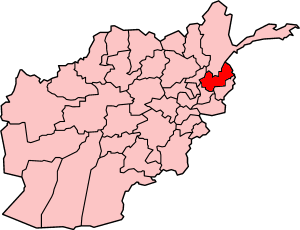
وِلَايَة نُورِسْتَان

وِلَاية نُورِسْتان (بالبشتونية: نورستان ولايت، وبالفارسية: ولايت نورستان) هي إحدى الولايات الـ 34 بأفغانستان تقع شرقي البلاد وتمخضت رسمياً عام 2001 من أجزاء شمالية لولايتي لغمان وكنر المجاورتين. قام سكان نورستان بإنشاء إقليمهم الخاص بعد جهود كبيرة بذلها من أجل كيان يجمع العشائر النورستانية. يقع إقليم نورستان على مقربة من سلسلة جبال الهندوكش وعاصتمها مدينة بارون. تحدها بدخشان شمالاً وبنجشير غرباً و لغمان وكنر جنوباً و باكستان شرقاً.

## التاريخ
عُرف إقليم نورستان بـ «بلورستان» أي موطن الكفار حتى أواخر التسعينيات من القرن الثامن عشر لأنه استوطن عدداً من الكفار آنذاك وهم سكان نورستان السابق الذين مارسوا الروحانية. فتح الأمير عبد الرحمن خان منطقة نورستان 1895 وسماها نورستان أي موطن النور بدلاً من كافرستان ودعا سكان المنطقة إلى الإسلام.
يعتقد الكثيرون أن الإمبراطور الكبير إسكندر المقدوني سكن ضواحي نورستان وأقام مخيّماً هناك مع عدد من رفاقه ومن ثم تولد انطباع لدى المواطنين هناك أن أهل نورستان أحفاد الإمبراطور إسكندر.
شهدت ولاية نورستان سلسلة من الحروب الخطيرة بين 1979 و 1989 وتحديدً إبان الغزو السوفياتي لأفغانستان بين الجيش الروسي والمجاهدين الأفغان. خضعت ولاية نورستان تحت إدارة حكومة الثورة الإسلامية بأفغانستان أثناء معركة المجاهدين مع القوات السوفياتية وشهدت تطبيق الشريعة المحمدية بزعامة القائد الميداني المعارض للروس المولوي أفضل ولقد إعتَرَفَ بِهَا دُوَل إسلامية وعربية عدة من بينها المملكة العربية السعودية وباكستان ولكن مع مجيء الحكم الطالباني، إنهارت حكومة الثورة الإسلامية.
تعد نورستان من الولايات البعيدة والنائية بأفغانستان ، وتتمتع بوجود مناظر طبيعية وجبال شاهقة و أودية متفرقة، وغابات كثيفة , وابتداءً من صيف 2006، أوقفت المنظمات الدولية أنشطتها العمرانية والخيرية بنورستان بذريعة عدم توافر الأمن والسلم.
انطلق مؤخراً مشروع تعبيد شارع نورستان – لغمان والذي سيصل إلى ولاية كونر في نهاية المطاف. إلّا أنَّ حركة طالبان عرقلت الإعمار وأغلقت جميع المشاريع التطويرية والعمرانية.

## المديريات
واما «شامة» ، دوآب، كامديش، مندول، نوركرم، بركمتال ، وايكل وبارون، غازي آباد .

## السياسة
نورستان المنطقة النائية في الشرق الأفغاني يترأس الولاية حافظ عبد القيوم خلفاً للسيد جمالدين بدر أهم منظري تيار عبد رب الرسول سياف.

## الوضع الأمني
ولاية نورستان متاخمة مع باكستان من حيث يتسلل مقاتلون إلى الأراضي النورستانية بسهولة ويقومون بعمليات ضد الحكومة الأفغانية
وليس للحكومة المحلية بقيادة جمال الدين بدر أن يوقف النار المشتعل.